# Enzo Maresca
Enzo Maresca (ur. 10 lutego 1980 w Pontecagnano koło Salerno) – włoski trener i piłkarz, występujący na pozycji pomocnika.
Maresca rozpoczynał swoją karierę w Cagliari Calcio. Później grał krótko na Wyspach Brytyjskich, w drugoligowym angielskim West Bromwich Albion. Następnie wrócił do Włoch, gdzie rzadko występował w Juventusie. Do dziś jest formalnie zawodnikiem klubu z Turynu, jednak fakt, że nie mieścił się w składzie spowodował wypożyczenia do Bologny, Piacenzy i Fiorentiny. W sierpniu 2005 za 2,5 miliona euro przeszedł do Sevilla FC, z którą zdobył w 2006 Puchar UEFA oraz Superpuchar Europy. W meczu finałowym z Middlesbrough FC strzelił dwie bramki. W meczu o Superpuchar Europy przeciwko Barcelonie zdobył bramkę z rzutu karnego na 3:0. Nigdy nie wystąpił w reprezentacji Włoch.
Enzo Maresca wsławił się też swoją miłością do Juventusu, okazując to m.in. podczas meczu z Torino FC. W 2002 roku podczas Derbów Turynu, kiedy to strzelił wyrównującą bramkę w końcowych minutach meczu, zaczął udawać byka, symbol miasta Turyn. Jednak nigdy nie zdobył uznania działaczy Bianconerich i będąc wielokrotnie wypożyczany trafił później do Sevilli.